# Gonatus onyx
Gonatus onyx es una especie de molusco cefalópodo de la familia Gonatidae. Se distribuye al norte del océano Pacífico desde Japón a California, en inglés se de llama clawed armhook squid.
El manto de G. onyx alcanza los 18 cm de longitud.
El espécimen tipo fue recogido en aguas de California y se encuentra en el Santa Barbara Museum of Natural History.